# Christian Renoux
Pour les articles homonymes, voir Renoux.
Christian Renoux, né le 18 décembre 1960 à Versailles, est un historien français. Spécialiste d'histoire moderne et d'histoire des religions, il est maître de conférences à l'université d'Orléans.

## Biographie

### Formation et enseignement
Né en 1960, Christian Renoux étudie au lycée Lakanal, intègre l'École normale supérieure de Fontenay-aux-Roses (promotion 1982), obtient l'agrégation d'histoire (1984), puis est élu membre de l'École française de Rome (1992-1995). Docteur en histoire moderne de l'université Panthéon-Sorbonne (1996), il est, depuis 1998, maître de conférences d'histoire moderne à l'université d'Orléans, où il enseigne également l'histoire des religions et l'histoire de la non-violence. Il est membre du Laboratoire POLEN de cette université.

### Recherches
Ses travaux de recherche portent sur l'histoire de la canonisation et de la sainteté à l'époque moderne et sur l'histoire de la mystique féminine au XVIIe siècle. Il s'intéresse également à l'histoire de la possession diabolique à la même époque.
Il a publié une histoire de la prière pour la paix attribuée à saint François d'Assise ("Seigneur, faites de moi un instrument de votre paix"), dans laquelle il a montré que ce texte, devenu en un demi-siècle une des prières les plus célèbres au monde, est apparu, anonyme, en 1912 et a été attribué à saint François par erreur vers 1925.

### Engagements
Objecteur de conscience, il effectue, de 1986 à 1987, un service civil aux Cahiers de la Réconciliation, revue trimestrielle des branches francophones du MIR (1986-1987), dont il devient rédacteur de 1987 à 2006. Il est membre du comité national de la branche française du MIR à partir de 1987 et coprésident du mouvement de 1994 à 2004.
Depuis novembre 2000, il est le représentant de la branche française du MIR au conseil d'administration et président de la Coordination pour l'éducation à la non-violence et à la paix.
Il est un des représentants de l'International Fellowship of Reconciliation (MIR) auprès de l'UNESCO et un de ses deux co-vice-présidents depuis novembre 2022.
Depuis juin 2003, il est le représentant de la Coordination pour l'éducation à la non-violence et à la paix au Comité international et président de la Coordination internationale pour la décennie de la culture de non-violence et de paix (2001-2010), qui est devenue en avril 2011 la Coordination internationale pour la culture de non-violence et de paix.
Il est président de l'association Partage de 2015 à 2019, après en avoir été vice-président à partir de 2001.
Il a été l'un des initiateurs et des organisateurs du Peace Event Sarajevo 2014 qui a eu lieu du 6 au 9 juin 2014 à Sarajevo (Bosnie-Herzégovine).

## Publications
- Christian Renoux, La prière pour la paix attribuée à saint François : une énigme à résoudre, Paris, Éditions franciscaines, coll. « Présence de saint François » (no 39), 2001, 210 p. (ISBN 2-85020-096-4)
- (it) Christian Renoux, La preghiera per la pace attribuita a san Francesco. Un enigma da risolvere, Padoue, Edizioni Messagero Padova (EMP), coll. « Memoria e profezia », 2003, 180 p.
- (en) Résumé de l'histoire de la prière en anglais.
- Jean-Patrice Boudet (dir.), Philippe Faure (dir.) et Christian Renoux (dir.), De Socrate à Tintin : Anges gardiens et démons familiers de l’Antiquité à nos jours, Rennes, Presses universitaires de Rennes, coll. « Histoire », 2011, 332 p. (ISBN 978-2-7535-1388-4, présentation en ligne), [présentation en ligne], [présentation en ligne].
- Coordination pour l'éducation à la non-violence et à la paix, Vincent Roussel (dir.) et Christian Renoux (avant-propos), 100 questions-réponses pour éduquer à la non-violence, Lyon, Chronique sociale, 2011, 231 p. (ISBN 978-2-85008-860-5)
- Philippe Castagnetti, Christian Renoux [dir.], Culture et société au miroir des procès de canonisation (XVIe – XXe siècles), Saint-Étienne, Presses universitaires de Saint-Étienne, 2016, 194 p.
- Aude Bonord, Christian Renoux [dir.], François d'Assise, un poète dans la cité. Variations franciscaines en France (XIXe – XXe siècles, Paris, Classique Garnier, 2019, 243 p. [présentation en ligne]
- Philippe Castagnetti, Christian Renoux [dir.], Sources hagiographiques et procès de canonisation. Les circulations textuelles autour du culte des saints, XVIe – XXe siècle, Paris, Classique Garnier, 2022, 418 p. [présentation en ligne]
- Laure Depretto, Christian Renoux, Christophe Speroni et Gabriele Vickermann-Ribémont [dir.], Cultures du secret à l'époque moderne. Raisons, espaces, paradoxes, fabriques, Paris, Classiques Garnier, coll. Polen, 2023, 376 p.